# 매직 키보드

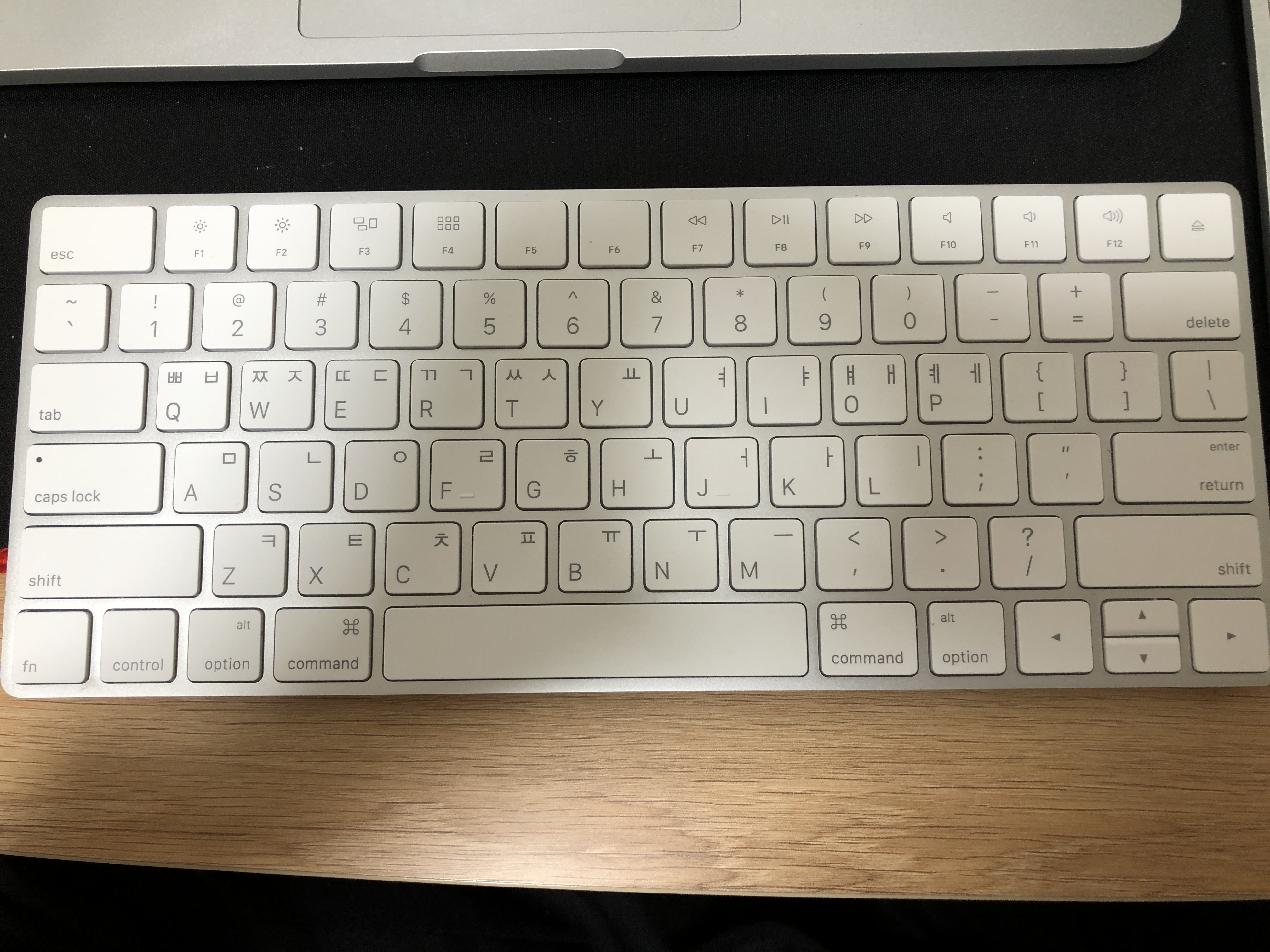
숫자 키패드 없는 한국어 레이아웃 매직 키보드

애플 매직 키보드(Apple Magic Keyboard)는 애플이 개발한 컴퓨터 키보드이다. 매직 마우스 2와 매직 트랙패드 2와 함께 출시되었다. 애플 와이어리스 키보드의 뒤를 잇는다.

## 기능
매직 키보드는 전작과 비슷하지만 더 하위의 프로파일을 갖추고 있다. 애플은 시저(scissor) 매커니즘을 재구성하여 키 안정성을 33퍼센트까지 증가시켰고 키 트래블을 줄였다.
비교환식의 재충전 가능한 리튬 이온 배터리를 내장하고 있어서 키보드의 중앙 뒷면의 라이트닝 단자를 통해 충전된다. 이 재충전식 배터리는 한 번 충전하면 한 달을 지속한다.
이 키보드는 OS X 엘카피탠 버전 10.11 이상을 구동 중인 애플 매킨토시 데스크톱과 노트북 컴퓨터, iOS 9 이상을 구동 중인 아이폰과 아이패드, 그리고 tvOS 10이나 애플 TV 소프트웨어 7.0 이상을 구동 중인 애플 TV와 호환된다.
2017년 6월 5일 매직 키보드에는 비주얼 업데이트가 있었다. 컨트롤과 옵션 키들은 둘 다 새로운 심볼을 받았다.

## 사진

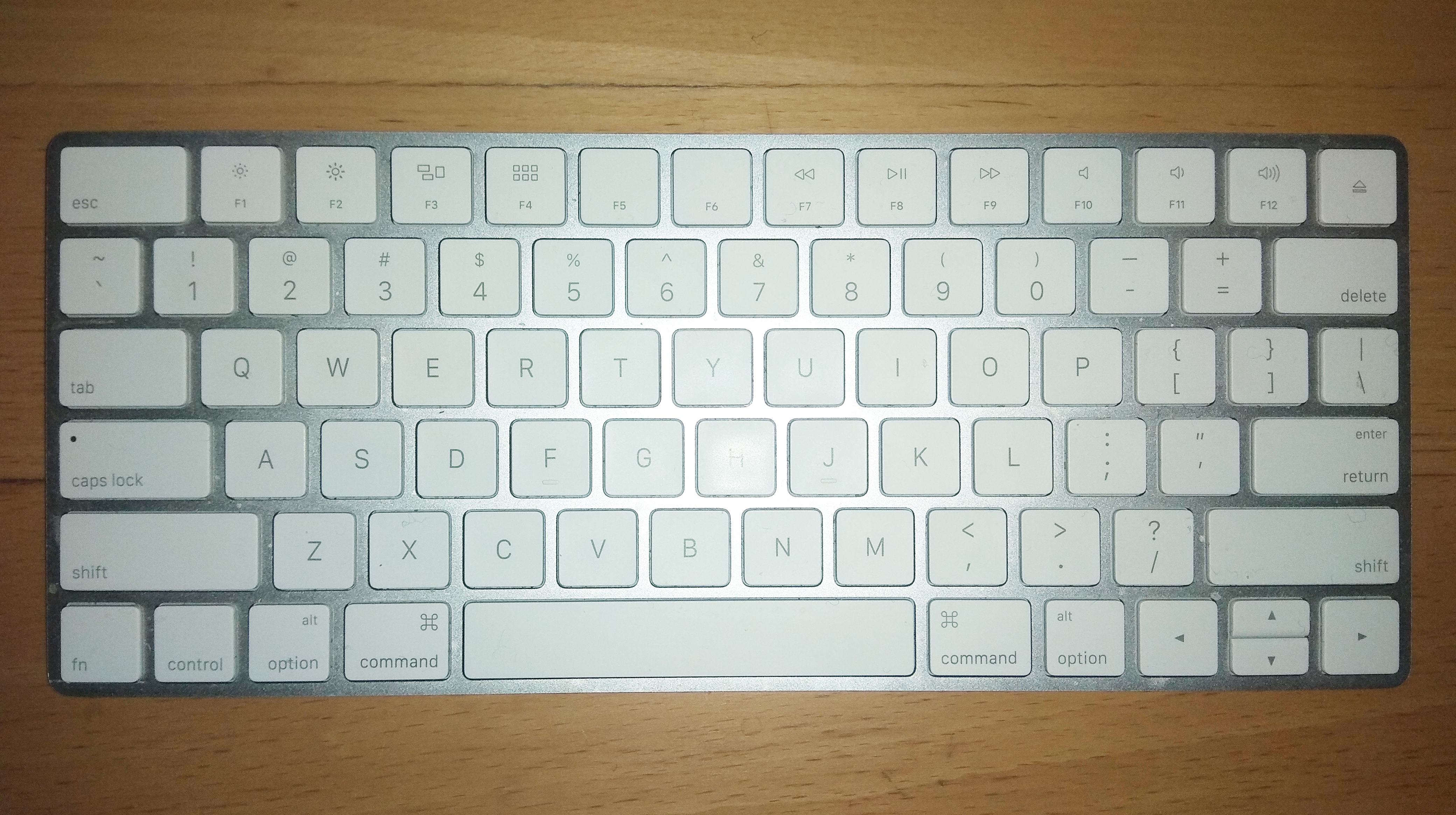
애플 매직 키보드 2 미국 레이아웃
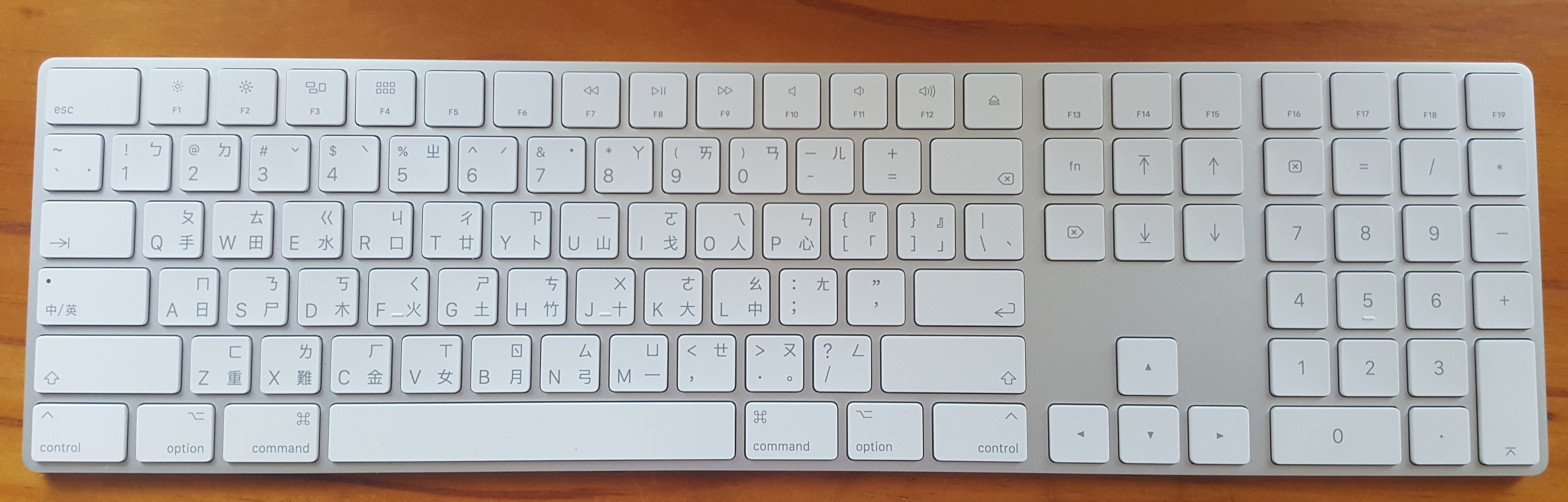
숫자 키패드(A1843)와 중국어 레이아웃을 갖춘 애플 매직 키보드.